# Saxifragopsis fragarioides
Saxifragopsis fragarioides är en stenbräckeväxtart som först beskrevs av Edward Lee Greene, och fick sitt nu gällande namn av John Kunkel Small. Saxifragopsis fragarioides ingår i släktet Saxifragopsis och familjen stenbräckeväxter. Inga underarter finns listade i Catalogue of Life.